# ولایت قره‌باغ
ولایت قره‌باغ یکی از ولایات صفویه مقارن با قره‌باغ امروزی بود.